# はやみけい
はやみ けい（1958年12月20日 - ）は、日本の女性声優。福岡県出身。賢プロダクション所属。賢プロダクション所属の声優による絵本の読み聞かせをする「けんけんぱーく」のメンバーである。旧芸名は速見 圭（はやみ けい）。

## 略歴
人見知りであり、緘黙を直すために劇団若草に所属し、1970年より『青空班ノート』（NHKラジオ）でデビューする。
以前は劇団21世紀FOXに在籍していた。
2019年、野村道子プロデュース『ラ・ロンド』に出演して以降、野村・鳳芳野・野中民美代と共に演劇ユニット「FOUR ROSES」として活動している。

## 人物
声優としては、アニメを中心に外画、ナレーションでも活躍している。
特技は小唄、三味線、物マネ。趣味は落語、講談、日本舞踊、剣道、弓道、華道、書道、乗馬、シャンソン、ウクレレ、人間ジュークボックス、ゆるゆる筋トレ、おせっかい、吐く一歩手前まで深酒。資格・免許は保育士、幼稚園教諭、チャイルドマインダー、自動車普通免許、おもちゃコンサルタント、きものコンサルタント。

## 出演
太字はメインキャラクター。

### テレビアニメ
1989年
- おぼっちゃまくん（1989年 - 1991年、プーコ、チャッパマンの母）
- 昆虫物語 みなしごハッチ（カナブン）
- シティーハンター3（愛子）
- ジャングル大帝1989年版（シフォン）

1990年
- それいけ!アンパンマン（1990年 - 1996年、リボンヘビ、ラッコのお母さん、タイヤくん、ゴミラ〈代役〉、ホットケーキマン〈初代〉）
- チンプイ（シルビア）

1991年
- ジャンケンマン（オソダシママ、子供A、トリ）
- どろろんぱっ!（セラフィナ）
- 21エモン（ギャラクシーの案内）
- YAWARA!（後藤田すみれ、受付嬢）
- 笑ゥせぇるすまん（清家津寿貴）

1992年
- あしたへフリーキック（リンダ）
- クレヨンしんちゃん（1992年 - 2023年、まつざか竹、いく子ママ、母親、カエル）
- 風の中の少女 金髪のジェニー（スーザン・フォスター）

1993年
- 姫ちゃんのリボン（野々原花子、五利陽子）

1995年
- 鬼神童子ZENKI（雪女、御局）

1996年
- 超者ライディーン（鷲崎まりえ）
- 名探偵コナン（1996年 - 2016年、黒岩令子、町田則子、市川一重、増尾佳代、駒井きぬ、越水映子、天願和子 他）

1998年
- カードキャプターさくら（碧麻紀子）
- カウボーイビバップ（デューイ）

1999年
- 人形草紙あやつり左近（三条静）
- 地球防衛企業ダイ・ガード（いぶきの母）

2000年
- 週刊ストーリーランド（福山夫人）
- BRIGADOON まりんとメラン（萌のママ）
- ラブひな（景太郎の母）

2001年
- 忍たま乱太郎（2001年 - 2025年、隣のおばちゃん、おばさん、女）

2002年
- おジャ魔女どれみドッカ〜ン!（さちこの母）
- 天地無用! GXP（雨音の母）

2003年
- 明日のナージャ（カルロワ伯爵夫人、シュトローハイム子爵夫人）
- ドラえもん（テレビ朝日版第1期）（桃の母親、母カッパ）
- 魔法遣いに大切なこと（クニコ）

2005年
- こてんこてんこ（2005年 - 2006年、おたかさん、キャベツ、ツッツキ鳥）

2006年
- あたしンち（根津）

2007年
- Devil May Cry（女）

2014年
- ばらかもん（木戸朋子）

2016年
- ユーリ!!! on ICE（勝生寛子）

2017年
- 夏目友人帳 陸（西村の母）

2019年
- ドラえもん（テレビ朝日版第2期）（おばさん）
- アイカツフレンズ!（猫屋敷社長）
- PSYCHO-PASS サイコパス 3（天馬の母）

2024年
- ふしぎ駄菓子屋 銭天堂（妙子の祖母）
- わんだふるぷりきゅあ!（結城）
- きのこいぬ（火野さん）

### 劇場アニメ
- ドラえもん のび太と雲の王国（1992年、ホイの母）
- 名探偵コナン ベイカー街の亡霊（2002年、ハドソン夫人[8]）
- 映画 妖怪ウォッチ FOREVER FRIENDS（2018年、タエ71歳）

### OVA
- 新カラテ地獄変（1990年、クリスチーナ）
- JINGI 仁義（1991年、銀猫のママ）
- 有閑倶楽部 犬猫まるごとHOWマッチ（1991年、美人教官）
- 究極のSEXアドベンチャー カーマスートラ（1992年、天女）
- ドン 極道水滸伝（1992年、かおる）
- ふぁんたじあ（1993年）
- 爆炎CAMPUSガードレス（1994年、神野香純）
- 名探偵コナン コナンと平次と消えた少年（2003年、守口美子）
- 水木しげるの妖怪ワールド 恐山物語（2006年、つらら女）
- なっとうボーイ（2007年、枝豆えこ）

### Webアニメ
- スターフォックス ゼロ ザ・バトル・ビギンズ（2016年、スリッピー・トード）

### ゲーム
1993年
- 聖魔伝説3×3EYES（アルマリック・グプター）

2004年
- テイルズ オブ リバース（ナイラ）

2006年
- テイルズ オブ ファンタジア -フルボイスエディション-（メリル・アドネード）

2010年
- テイルズ オブ ファンタジア なりきりダンジョンX（ルナ）

2011年
- スターフォックス64 3D（スリッピー・トード、キャット・モンロー）
- ゼルダの伝説 スカイウォードソード
- ファイナルファンタジー零式（フィールドボイス）

2012年
- 時と永遠 〜トキトワ〜（イヴァ）

2013年
- ゼルダの伝説 神々のトライフォース2（ヒルダ姫、セレス、オーレン、インパ、おかみさん）

2016年
- スターフォックス ガード（スリッピー・トード）
- スターフォックス ゼロ（スリッピー・トード、キャット・モンロー）

2019年
- スターリンク バトル・フォー・アトラス （スリッピー・トード）

### ドラマCD
- FINAL FANTASY XIII Episode Zero -Promise- Story01 -ENCOUNTER-（2010年）

### ラジオドラマ
- VOMIC トリコ（2009年、節乃）

### 吹き替え

#### 映画
- ウォーク・トゥ・リメンバー
- エルモと毛布の大冒険（スーザン）
- クイック・チェンジ（ジーナ・ディビス）
- クリスマス・キャロル
- クリスマス・プリンス: ロイヤル・ウェディング（エーヴリル〈サラ・ダグラス〉）
- クリスマス・プリンス: ロイヤルベイビー（エーヴリル〈サラ・ダグラス〉）
- ゲット・ショーティ（ジェンキンス夫人〈リンダ・ハート〉）
- ザ・ロッカー（ジェレミーの母）
- シャン・チー/テン・リングスの伝説（ティアンホイ[10]）
- スパイキッズ（グラデンコ）
- スポーン（ワンダ）
- スリーメン&ベビー（エドナ）※フジテレビ版
- ダイ・ハード（メアリー）※テレビ朝日版
- ディープ・インパクト（ベス・スタンレー〈ローラ・イネス〉）
- 永遠に美しく… ※日本テレビ版
- ナビゲイター ※日本テレビ版
- ハメット
- パリ警視J（婦人警官、女1、娼婦2）※日本テレビ版
- フィービー・イン・ワンダーランド（ドジャー先生）
- ベビーシッター・アドベンチャー ※フジテレビ版
- 魔性弁護人（ロザンナ・アークウェット）
- マルティナは海
- めぐり逢えたら（ロージー・オドネル）

#### ドラマ
- アリー my Love
- ER緊急救命室
  - シーズン1 #25（アン〈キャサリン・マクニール〉）
  - シーズン2 #10（メイシー・チェンバレン〈ジャネット・デュボワ〉）、#15（サディ）
  - シーズン3 #2（女の患者〈マージ・マーティン〉）、#16（エスター）
  - シーズン4 #1（ウィリアム夫人〈ニッキー・ミショー〉）、#10（アンジェラ〈コニー・ダニーズ〉）、#18（リネット）
  - シーズン7 #13（エリス・スティーブンス〈ジャニーン・ジャクソン〉）
  - シーズン8 #1（ジェンキンス夫人〈コンチャータ・フェレル〉）
  - シーズン12 #15（フロイド〈ファニタ・ジェニングス〉）
  - シーズン14 #4（アンジー〈ステファニー・ファラシー〉）
- THE EVENT/イベント（ソフィア〈ローラ・イネス〉）
- WITHOUT A TRACE/FBI 失踪者を追え!3（ターシー）
- キャサリン スペイン王女の華麗なる野望（マーガレット〈ハリエット・ウォルター〉[11]）
- 恐竜家族
- クリミナル・マインド FBI行動分析課（キャシー、エレン、ルーアン）
- ザ・ホワイトハウス
- シドニーとがんばりマックス（ジュディ）
- スピン・シティ（クローディア）
- バフィー 〜恋する十字架〜
- ハロー!スーザン（ロージー・オドネル）
- ボーイ・ミーツ・ワールド
- マルコム in the Middle
- ミス・マープル4 魔術の殺人（ルース・フォン・ライドック）
- LEFTOVERS/残された世界（ルーシー）

#### テレビ番組
- セサミストリート（スーザン）
- マペット放送局（キャシー・ナジミー）

#### アニメ
- シルベスター&トゥイーティー ミステリー
- タイニー・トゥーンズ
- ダック・ドジャース
- ヘラクレス（女性）
- リセス 〜ぼくらの休み時間〜（ローソン）

### ナレーション
- オッチモ 〜シークレット〜
- オラクルマスター
- 神奈川県視聴覚教材〜生きている大地
- 午後は○○おもいッきりテレビ スター・死の淵から 涙の生還
- Dトリップ〜フィリピン・マニラの旅
- 日曜ビッグスペシャル
- 日本文豪伝 紫式部
- 野村総研CD-ROM
- パナソニック デジタルディスクレコーダー説明用CD-ROM
- 峰竜太のホンの昼メシ前
- ミノルタ プラネタリウム
- ワールドビジネスサテライト

### CMナレーション
- 味の素 クノールスープ
- NTTドコモ
- 神奈川県健康保険組合
- 資生堂 レシェンテ
- 全日本トラック協会
- 第一ホテル東京ベイ

### テレビ番組
- ヒーロー達が泣いた日

### CM
- 三菱掃除機 くるりーな
- JR貨物 お引越篇